# リンデリナ
リンデリナ (Linderina) は、キックセラ科に所属するカビの群。丸い胞子形成枝の表面に一面に胞子をつける。

## 特徴
この属のタイプ種である L. pennispora について、以下に示す。
培地上のコロニーは黄色みを帯びる。栄養菌糸は無色、太さ5-8μmで、規則的に隔壁を持つ。
胞子嚢柄はおよそ直立し、高さは1cmほどで、黄色みがかる。柄は上の方で不規則に分枝し、その枝には胞子をつけることが多いが、時には胞子をつけず、希には匍匐菌糸のようになる。胞子形成部までの柄は長さが130-230μm、幅は10-15μm。
スポロクラディア（この群に独特の胞子形成枝）は柄の細胞1つに対して通常は1つずつ、柄に対して互生し、往々にジグザグの形になる。これはスポロクラディアが形成された時点では柄の先端にあるのに対し、その直後にその直下の柄から新たな柄が伸び出し、その先端に新たなスポロクラディアを形成するためである。スポロクラディア間は30-70μm。新しく作られたスポロクラディアは前のものよりわずかに小さい。
スポロクラディアには柄が無く、表面は粗く、また隔壁を持たない。その内部は多核であると見られる。その形は卵形ないしドーム型をなし、単一の細胞からなる。径は15-30μm、高さは12-25μm。その上面一面に偽フィアライドを密生する。偽フィアライドは楕円形で6.8×2-2.8μm。胞子は長い棍棒状で、偽フィアライドから出芽状に形成され、17.5-21.5×3.5-4.5μm。胞子は粘球に含まれる。内部の胞子先端より先に透明な膨大部が見られる。この胞子は単胞子性の分節胞子嚢であるとされる。接合胞子は観察されていない。
本属に含まれるもう1種は L. macrospora で、タイプ種とは多くの特徴が共通している。だがスポロクラディアを1つの柄の上に3個ほどしかつけないこと、胞子が2倍近く大きいことではっきり区別される。

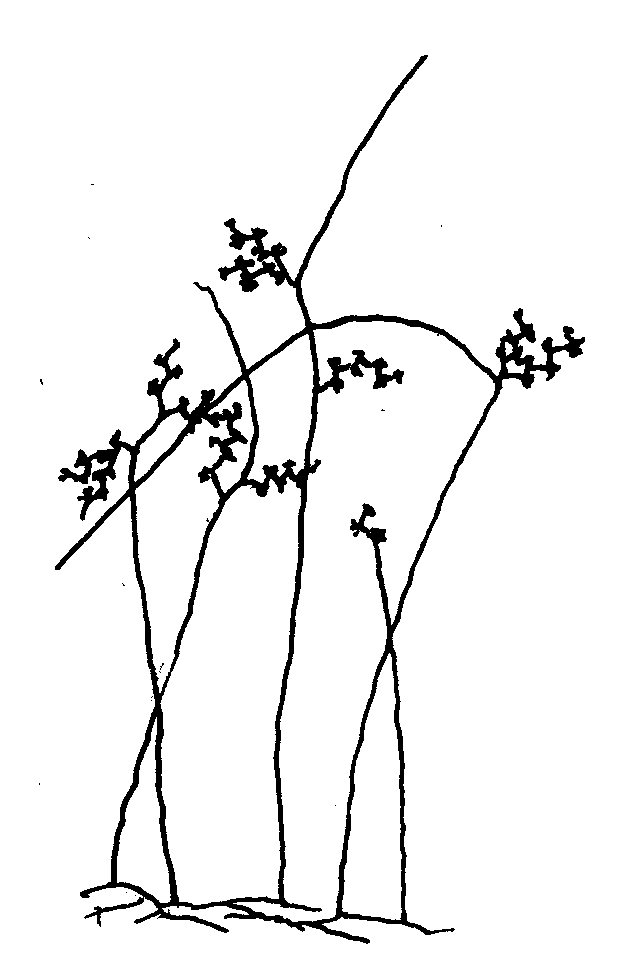
全体の姿
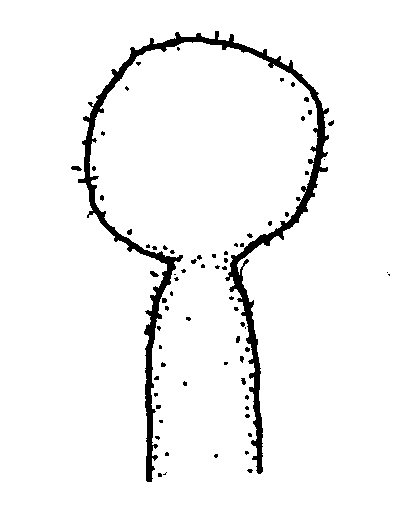
スポロクラディアの発達の様子 スポロクラディアの形成
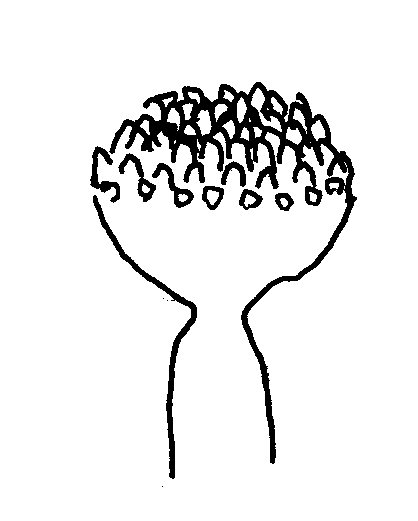
スポロクラディアの発達の様子 偽フィアライドの形成
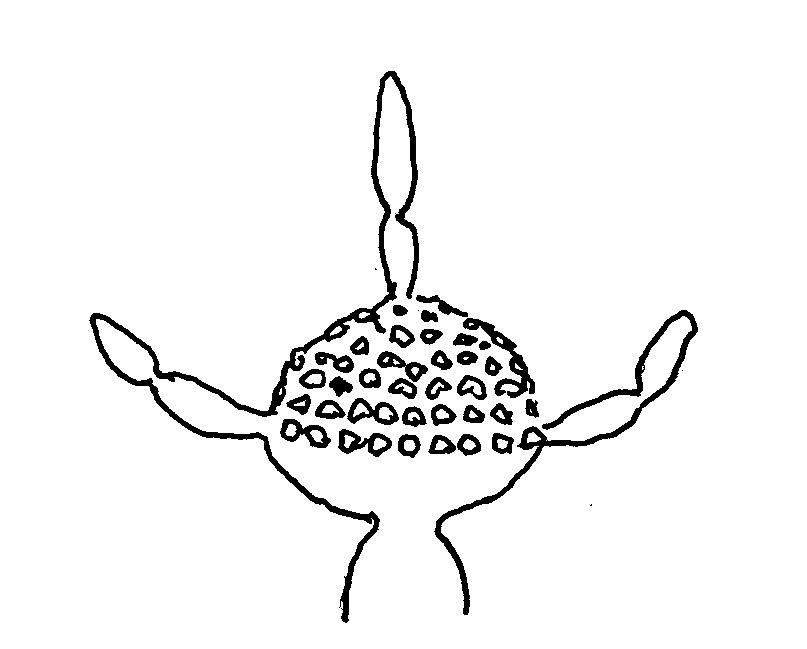
スポロクラディアの発達の様子 分節胞子嚢の形成・大部分を外してある

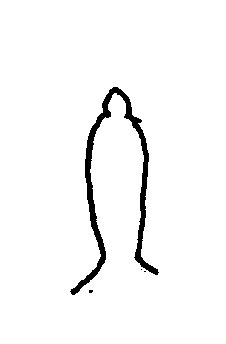
偽フィアライドの発達 偽フィアライド先端に膨らみを生じる
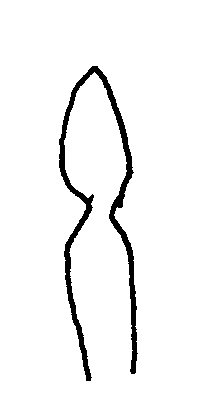
スポロクラディアの発達の様子 膨らみが発達
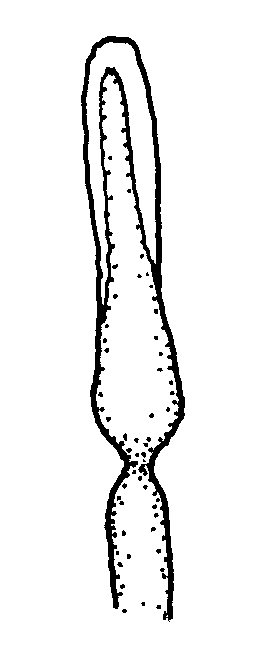
スポロクラディアの発達の様子 分節胞子嚢の完成
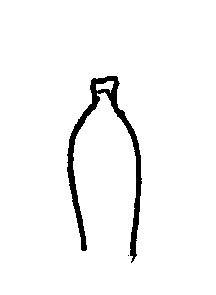
スポロクラディアの発達の様子 分節胞子嚢の脱落・後にエリ状の構造が残る

## 分布と生育環境
最初の種はリベリアで、第2の種は香港で発見された。いずれも土壌から分離されている。なお、この類では一回きりしか記録されていないものも少なくない中、どちらの種も原記載以降にも採集されている。最初の種はその後インド、マレーシア、インドネシアで、第2の種は後にインドネシアと北アメリカ西南部で見つかった。前者は明らかに熱帯域に産するものと見られ、後者の分布もこれに近い。
通常の培地で培養可能で、特に栄養分の多い培地でよく育つ。成長はよく、シャーレを満たすほどに増える。

## 分類
偽フィアライドから出芽状に単胞子性の分節胞子を形成する点で、キックセラ科の他の群と共通している。ただし、丸い多核の単細胞性のスポロクラディアと、その上面一面に偽フィアライドを生じるという特徴は、他に似たものがない。
栗原(2003)は、このようなスポロクラディアの独自性は認めた上で、この属をキックセラ科の主要部分であるキックセラやブラシカビなどと同一群に属すると判断した。28s rDNAの配列に基づく分子系統もこれを支持する。
- Linderina
  - L. pennispora
  - L. macrospora